# 埃利斯 (愛達荷州)
埃利斯（英語：Ellis）是位於美國愛達荷州卡斯特縣的一個非建制地區。該地的面積和人口皆未知。

## 地理
埃利斯的座標為44°41′31″N 114°02′54″W / 44.69194°N 114.04833°W，而該地的平均海拔高度為1409米（即4623英尺）。